# EB-Tenderreihe 12
Die EB-Tenderreihe 12 war eine Schlepptenderreihe der Belgischen Staatsbahnen (Chemins de fer de l’État belge, abgekürzt EB, auch L’État belge).

## Geschichte
Die dreiachsigen Tender dieser Baureihe wurden speziell für die Lokomotiven der Reihe 30 konstruiert.  1931 waren noch 17 vorhanden und am 1. Mai 1944 waren noch 3 Exemplare im Dienst.
1901 entstand als Weiterentwicklung die Tenderreihe 15.

## Nummerierung
Schlepptender hatten bei den EB ursprünglich Ordnungsnummern ohne erkennbaren Zusammenhang mit den Nummern der damit gekuppelten Lokomotiven und zudem keine festen Nummernbereiche je Reihe. Alle Tender dieser Reihe hatten vierstellige Nummern im Bereich von 2500 bis 2999, in dem aber durchaus auch Tender anderer Reihen ihre Nummern hatten.
Erst 1931 erfolgt eine Umnummerierung der zu dem Zeitpunkt noch bei der Nationale Gesellschaft der Belgischen Eisenbahnen (NMBS/SNCB) vorhandenen Schlepptender nach einem neuen Schema mit fünfstelligen Nummern und nach Reihen getrennten Nummernbereichen.